# 山路哲生 (大学野球指導者)
山路 哲生（やまじ てつお、1966年6月16日 - ）は、和歌山県出身の元社会人野球の選手（内野手）。教育者・野球指導者。現在は、東北福祉大学総合福祉学部専任講師であり、東北福祉大学硬式野球部の監督を務める。

## 人物
星林高から、東北福祉大学に入学し硬式野球部に入部する。3年の大学選手権では準決勝の駒澤大学戦で満塁本塁打を放ってチーム初の決勝進出に貢献。4年生の時には主将として、同期のエース上岡良一投手、1学年後輩の佐々木主浩投手、大塚光二、2学年後輩の矢野燿大、3学年後輩の金本知憲などを率いて2年連続の大学選手権準優勝を経験。リーグ戦で最優秀選手1回、打点王2回、ベストナイン5回受賞。
大学卒業後は、社会人野球のヤマハでプレーした。
2000年（平成12年）、東北福祉大学総合福祉学部助手に就任。同時に、硬式野球部ヘッドコーチを務める。
2002年（平成14年）に当時の監督・伊藤義博の急逝に伴って監督代行を務めた後に、翌2003年（平成15年）からは正式に監督に就任した。2015年（平成27年）6月まで監督を務め、硬式野球部の選手時代の1学年後輩である大塚光二が監督を引き継いだ2015年7月からは、総監督を務めていたが、大塚が退任した2023年から監督に復帰した。
教え子から多数のプロ野球選手を輩出した（詳細後述）ほか、大学日本代表が国際試合に臨んだ際には、コーチを任されることが多かった。
また自身の娘は女子プロゴルファーの山路晶である。

## 主な教え子
- 橋本健太郎（投手） - 日本新薬→阪神タイガース→千葉ロッテマリーンズ
- 木谷寿巳（投手） - 王子製紙→東北楽天ゴールデンイーグルス
- 中村公治（外野手） - 中日ドラゴンズ
- 岸田護（投手） - NTT西日本→オリックス・バファローズ
- 塩川達也（内野手） - 東北楽天ゴールデンイーグルス
- 福田聡志（投手） - 読売ジャイアンツ
- 松崎伸吾（投手） - 東北楽天ゴールデンイーグルス→阪神タイガース
- 井野卓（捕手） - 東北楽天ゴールデンイーグルス→読売ジャイアンツ→東京ヤクルトスワローズ
- 根元俊一（内野手） - 千葉ロッテマリーンズ
- 阿部俊人（内野手） - 東北楽天ゴールデンイーグルス
- 中根佑二（投手） - 東京ヤクルトスワローズ
- 石山泰稚（投手） - ヤマハ→東京ヤクルトスワローズ
- 相原和友（投手） - 七十七銀行→東北楽天ゴールデンイーグルス